# Cyathea spinulosa
Cyathea spinulosa är en ormbunkeart som beskrevs av Nathaniel Wallich och William Jackson Hooker. Cyathea spinulosa ingår i släktet Cyathea och familjen Cyatheaceae. Inga underarter finns listade.

## Bildgalleri

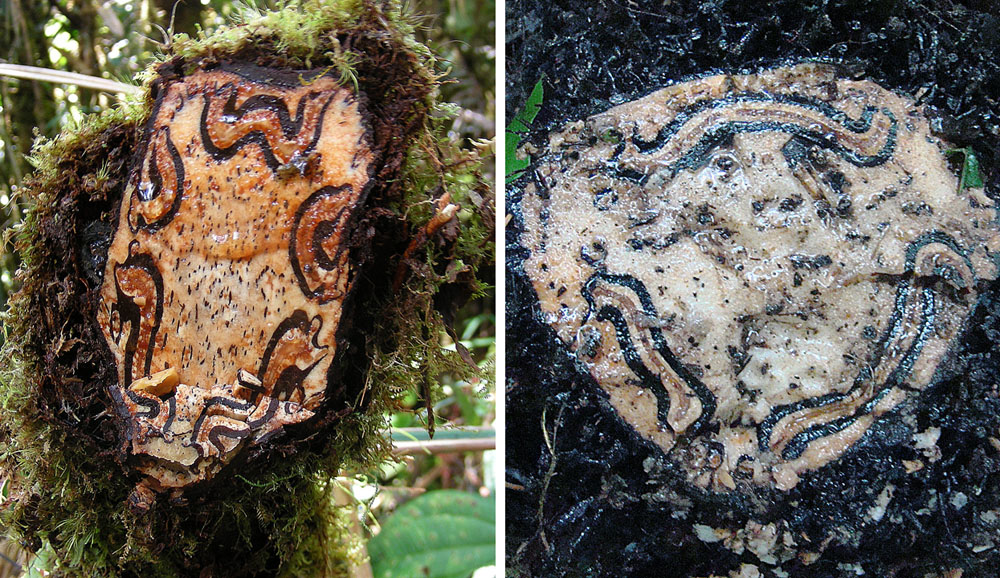
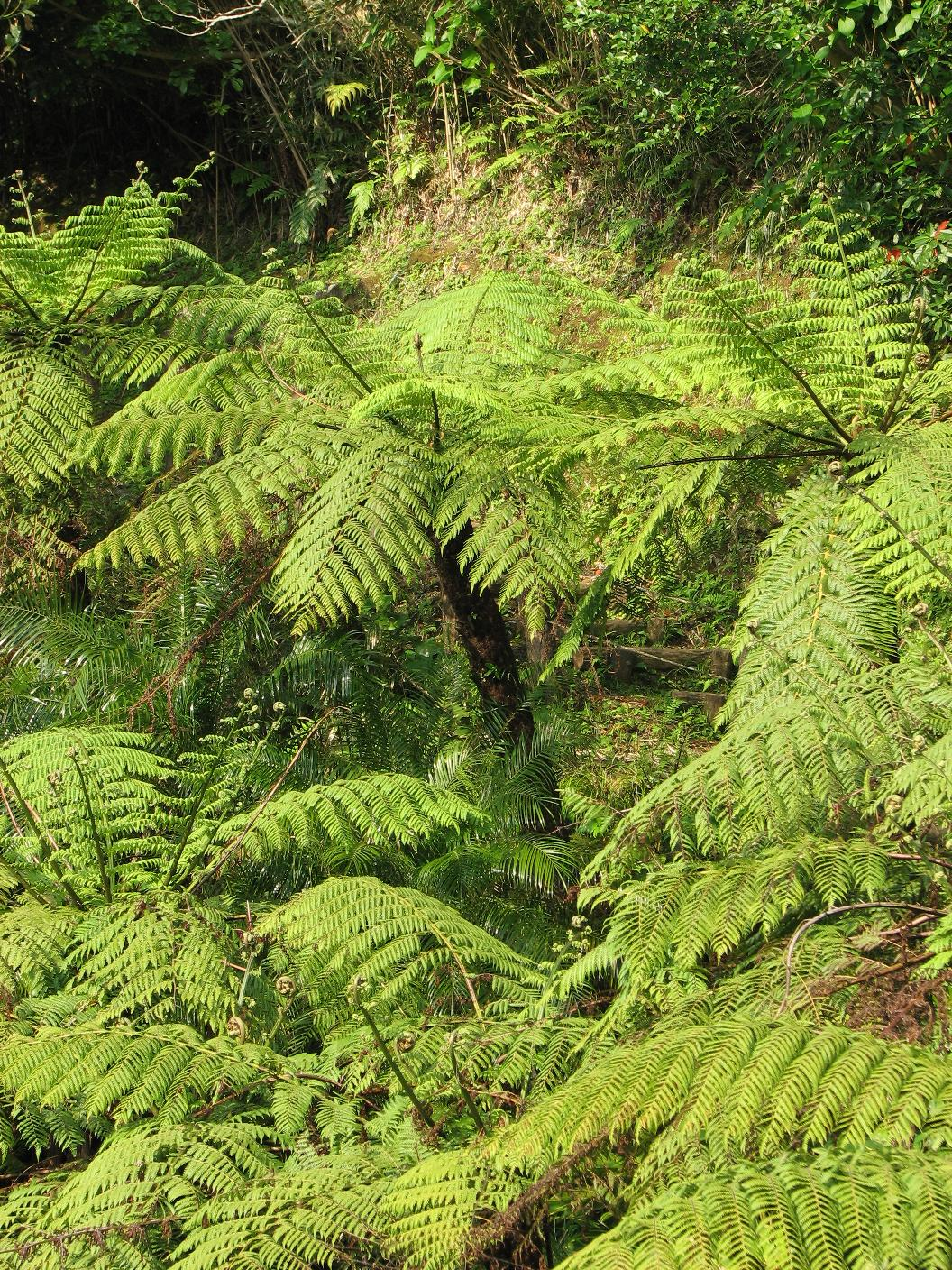
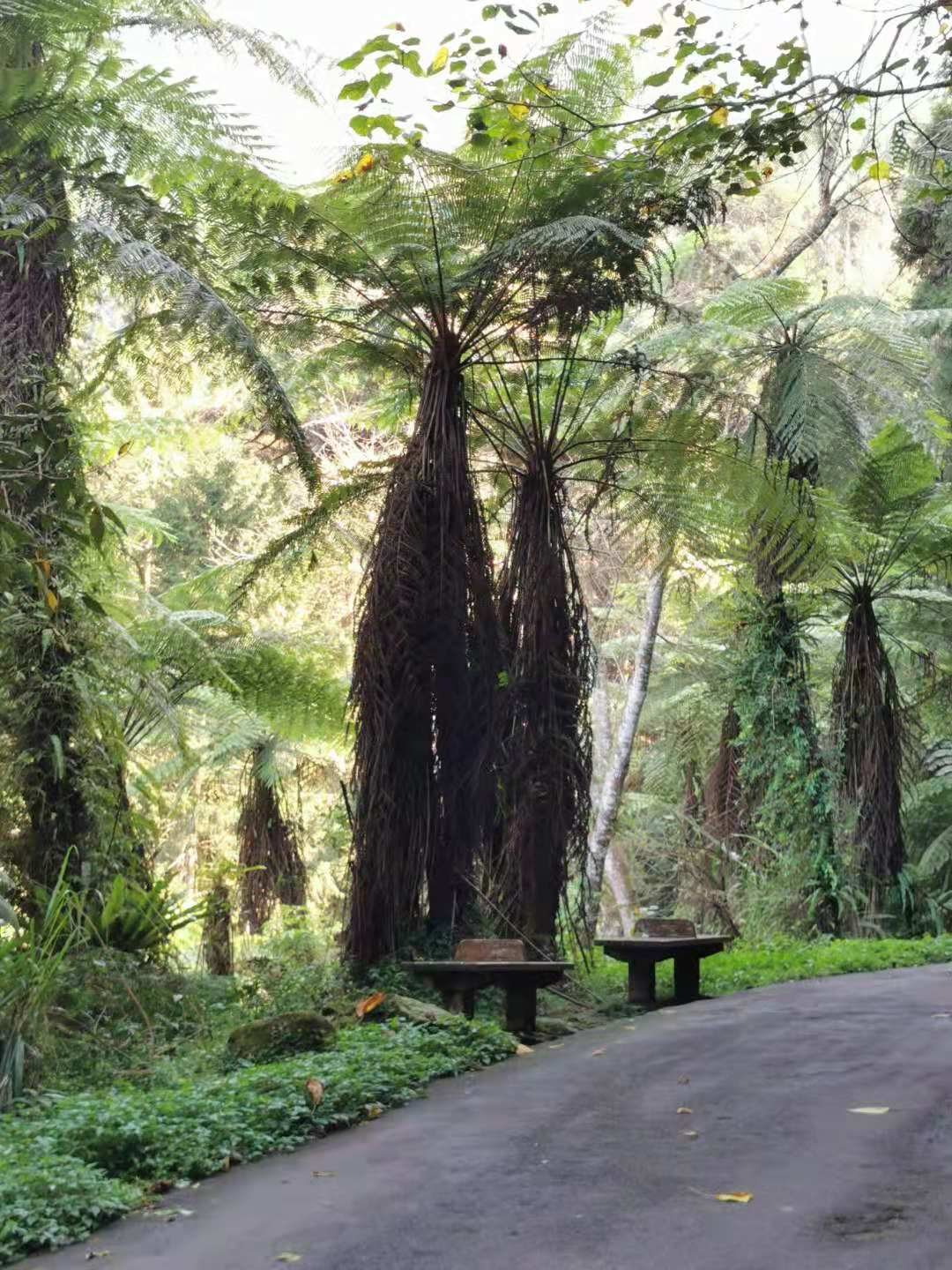